# Piotrowice Świdnickie

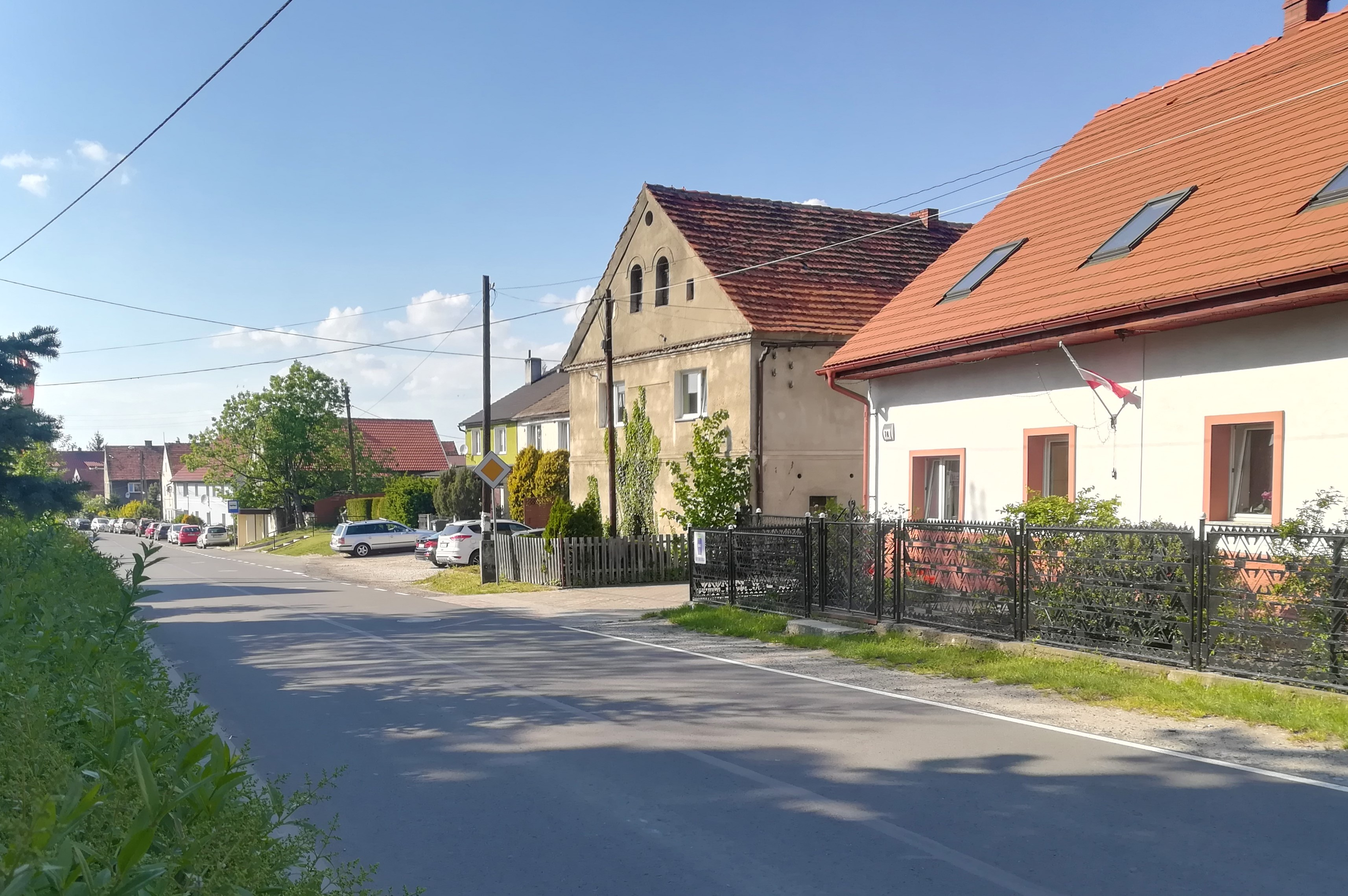
Fragment centrum wsi

Piotrowice Świdnickie (niem. Peterwitz) – wieś w Polsce położona w województwie dolnośląskim, w powiecie świdnickim, w gminie Jaworzyna Śląska.

## Podział administracyjny
W latach 1975–1998 miejscowość administracyjnie należała do województwa wałbrzyskiego. Obecnie znajduje się w województwie dolnośląskim, w gminie Jaworzyna Śląska.

## Nazwa i historia miejscowości
Nazwa wsi pochodzi od Piotra Włosta, do którego należała. Powstała prawdopodobnie koło roku 1109. W XVI w. właścicielem był Mikołaj (Niclas, Nicol, zm. 1536) Reibnitz, syn Dypranda I (zm. przed 1492) i Małgorzaty von Lest. Syn Mikołaja, bezdzietny Jerzy (zm. 1571), żonaty z Anną von Schindel, w 1559 sprzedał Piotrowice braciom Krzysztofowi, Jakubowi i Jerzego von Zedlitz z Płoniny.

## Zabytki
Do wojewódzkiego rejestru zabytków wpisane są:
- kościół Podwyższenia Krzyża Świętego w Piotrowicach Świdnickich, filialny z 1226 r., 1500 r., w końcu XIX w. Wewnątrz renesansowe nagrobki m.in. rodziny Świnków[9]
- zespół zamkowy i folwarczny:
  - zamek-pałac, renesansowy pałac wzniesiony w latach 1590-1599[10] – XVI w. przez Jacoba von Zedlitza[11] na miejscu zamku wodnego. Uległ zniszczeniu podczas wojny trzydziestoletniej, a następnie został odbudowany. W 1799 r. nastąpiła modernizacja. Obiekt remontowano w roku 1894. Po II wojnie światowej popadł w ruinę. Na czterech rogach pałacu znajdują się wieżyczki[12]
  - park, z XIX w.
  - folwark, z przełomu XVIII/XIX w.:
    - budynek mieszkalno-gospodarczy
    - spichrz
    - stodoła
    - obora